# Уганда на Светском првенству у атлетици на отвореном 2019.
Уганда је учествовала на 17. Светском првенству у атлетици на отвореном 2019. одржаном у Дохи од 27. септембра до 6. октобра седамнаести пут, односно учествовала је на свим првенствима до данас. Репрезентацију Уганде представљало је 19 учесника (12 мушкараца и 7 жена) који су се такмичили у 10 дисциплина (5 мушких и 5 женских)., 
На овом првенству Уганда је по броју освојених медаља делила 9. место са 2 освојене медаље и то златне. У табели успешности према броју и пласману такмичара који су учествовали у финалним такмичењима (првих 8 такмичара) Уганда је са 4 учесником у финалу делила 15 место са освојених 25 бодова.
| Плас. | Земља  | 1. место | 2. место | 3. место | 4. место | 5. место | 6. место | 7. место | 8. место | Бр. фин. | Бод. |
| ----- | ------ | -------- | -------- | -------- | -------- | -------- | -------- | -------- | -------- | -------- | ---- |
| =15.  | Уганда | 2        | 0        | 0        | 1        | 1        | 0        | 0        | 0        | 4        | 25   |

## Учесници
| Мушкарци: - Роналд Мусагала — 1.500 м - Стивен Киса — 5.000 м - Оскар Челимо — 5.000 м - Џошуа Кипруи Чептегеи — 10.000 м - Абдалах Кибет Манде — 10.000 м - Фред Мусобо — Маратон - Стивен Кипротич — Маратон - Соломон Мутаи — Маратон - Бенџамин Киплагат — 3.000 м препреке - Бонифаце Абел Сиково — 3.000 м са препреке - Алберт Чемутаи — 3.000 м препреке | Жене: - Лени Шида — 400 м - Халима Накаји — 800 м - Вини Нањондо — 800 м, 1.500 м - Естер Чебет — 1.500 м - Сара Шелангат — 5.000 м - Стела Чесанг — 10.000 м - Рачел Зена Чебет — 10.000 м - Џулијет Чеквел — 10.000 м - Линет Тороитич Чебет — Маратон - Перут Чемутаи — 3.000 м са препреке |  |

## Освајачи медаља (2)

### Злато (2)
- Џошуа Кипруи Чептегеи — 10.000 м
- Халима Накаји — 800 м

## Резултати

### Мушкарци
| Атлетичар             | Дисциплина       | Лични рекорд | Квалификације     | Квалификације     | Полуфинале   | Полуфинале | Финале                | Финале       | Детаљи |
| Атлетичар             | Дисциплина       | Лични рекорд | Резултат          | Место             | Резултат     | Место      | Резултат              | Место        | Детаљи |
| --------------------- | ---------------- | ------------ | ----------------- | ----------------- | ------------ | ---------- | --------------------- | ------------ | ------ |
| Роналд Мусагала       | 1.500 м          | 3:30,58      | 3:36,54 КВ        | 6. у гр. 3        | 3:37,19      | 9. у гр. 2 | Нису се квалификовали | 16 / 43 (45) |        |
| Стивен Киса           | 5.000 м          | 13:13,64     | 13:27,36          | 10. у гр. 2       |              |            | Нису се квалификовали | 18 / 35 (39) |        |
| Оскар Челимо          | 5.000 м          | 13:20,10     | 13:42,94          | 14. у гр. 1       | 28 / 35 (39) |            | Нису се квалификовали |              |        |
| Џошуа Кипруи Чептегеи | 10.000 м         | 26:49,94     |                   |                   |              |            | 26:48,36 СРС          |              |        |
| Абдалах Кибет Манде   | 10.000 м         | 27:22,89     | 28:31,49          | 17 / 18 (24)      |              |            |                       |              |        |
| Фред Мусобо           | Маратон          | 2:06:56      | 2:13:42           | 13 / 55 (73)      |              |            |                       |              |        |
| Стивен Кипротич       | Маратон          | 2:06:33 НР   | 2:15:04           | 18 / 55 (73)      |              |            |                       |              |        |
| Соломон Мутаи         | Маратон          | 2:08:25      | Није завршио трку | Није завршио трку |              |            |                       |              |        |
| Алберт Чемутаи        | 3.000 м препреке | 8:12,29      | 8:23,08           | 5. у гр. 2        |              |            | Нису се квалификовали | 16 / 44 (46) |        |
| Бенџамин Киплагат     | 3.000 м препреке | 8:03,81      | 8:24,44           | 6. у гр. 3        | 18 / 44 (46) |            | Нису се квалификовали |              |        |
| Бонифаце Абел Сиково  | 3.000 м препреке | 8:25,91      | 8:43,86           | 12. у гр 1        | 26 / 44 (46) |            | Нису се квалификовали |              |        |

### Жене
| Атлетичарка          | Дисциплина       | Лични рекорд | Квалификације      | Квалификације      | Полуфинале            | Полуфинале            | Финале                | Финале       | Детаљи |
| Атлетичарка          | Дисциплина       | Лични рекорд | Резултат           | Место              | Резултат              | Место                 | Резултат              | Место        | Детаљи |
| -------------------- | ---------------- | ------------ | ------------------ | ------------------ | --------------------- | --------------------- | --------------------- | ------------ | ------ |
| Лени Шида            | 400 м            | 51,47 НР     | 52,22              | 3. у гр. 6         | Није се квалификовала | Није се квалификовала | Није се квалификовала | 31 / 47 (48) |        |
| Халима Накаји        | 800 м            | 1:58,39 НР   | 2:02,33 КВ         | 2. у гр. 1         | 1:59,35 КВ            | 1. у гр. 3            | 1:58,04 НР, ЛР        |              |        |
| Вини Нањондо         | 800 м            | 1:58,63      | 2:00,36 КВ         | 1. у гр. 3         | 1:59,75 КВ            | 2. у гр. 1            | 1:59,18               | 4 / 45 (47)  |        |
| Вини Нањондо         | 1.500 м          | 3:59,56 НР   | 4:04,04 КВ         | 4. у гр. 1         | 4:01,30 кв            | 6. у гр. 2            | 4:00,63               | 11 / 35      |        |
| Естер Чебет          | 1.500 м          | 4:02,90      | 4:08,89            | 10. у гр. 3        | Није се квалификовала | Није се квалификовала | Није се квалификовала | 26 / 35      |        |
| Сара Шелангат        | 5.000 м          | 15:00,61 НР  | 15:19,90           | 10. у гр. 1        |                       |                       | Није се квалификовала | 17 / 26 (29) |        |
| Стела Чесанг         | 10.000 м         | 31:38,70     |                    |                    |                       |                       | 32:15,20              | 16 / 20 (22) |        |
| Рачел Зена Чебет     | 10.000 м         | 32:42,36     | 32:41,93 ЛР        | 18 / 20 (22)       |                       |                       |                       |              |        |
| Џулијет Чеквел       | 10.000 м         | 31:37,99     | 33:28,18           | 22 / 20 (22)       |                       |                       |                       |              |        |
| Линет Тороитич Чебет | Маратон          | 2:32:52      | Није завршила трку | Није завршила трку |                       |                       |                       |              |        |
| Перут Чемутаи        | 3.000 м препреке | 9:07,94 НР   | 9:21,98 КВ         | 1. у гр. 1         |                       |                       | 9:11,08 ЛРС           | 5 / 42 (43)  |        |